# Metazygia uma
Metazygia uma là một loài nhện trong họ Araneidae.
Loài này thuộc chi Metazygia. Metazygia uma được Herbert Walter Levi miêu tả năm 1995.